# Ray Williams
Thomas Ray Williams (Mount Vernon, 14 ottobre 1954 – New York, 22 marzo 2013) è stato un cestista statunitense, professionista nella NBA.
Era il fratello di Gus Williams.

## Carriera
Venne selezionato dai New York Knicks al primo giro del Draft NBA 1977 (10ª scelta assoluta).

## Statistiche

### NBA

#### Regular season
| Anno      | Squadra           | PG  | PT  | MP   | TC%  | 3P%  | TL%  | RP  | AP  | PRP | SP  | PP   |
| --------- | ----------------- | --- | --- | ---- | ---- | ---- | ---- | --- | --- | --- | --- | ---- |
| 1977-1978 | N.Y. Knicks       | 81  | -   | 19,1 | 44,3 | -    | 70,5 | 2,6 | 4,5 | 1,3 | 0,2 | 9,3  |
| 1978-1979 | N.Y. Knicks       | 81  | -   | 29,3 | 45,7 | -    | 80,2 | 3,6 | 6,2 | 1,6 | 0,2 | 17,3 |
| 1979-1980 | N.Y. Knicks       | 82  | 82  | 31,5 | 49,6 | 18,9 | 78,7 | 5,0 | 6,2 | 2,0 | 0,3 | 20,9 |
| 1980-1981 | N.Y. Knicks       | 79  | -   | 34,7 | 46,1 | 23,5 | 81,7 | 4,1 | 5,5 | 2,3 | 0,5 | 19,7 |
| 1981-1982 | N.J. Nets         | 82  | 69  | 33,3 | 46,2 | 16,7 | 83,2 | 4,0 | 6,0 | 2,4 | 0,5 | 20,4 |
| 1982-1983 | K.C. Kings        | 72  | 68  | 30,1 | 39,2 | 20,3 | 76,9 | 4,5 | 7,9 | 1,7 | 0,4 | 15,4 |
| 1983-1984 | N.Y. Knicks       | 76  | 63  | 29,3 | 44,5 | 30,9 | 82,7 | 3,5 | 5,9 | 2,1 | 0,3 | 14,8 |
| 1984-1985 | Boston Celtics    | 23  | 5   | 20,0 | 38,5 | 26,1 | 67,4 | 2,5 | 3,9 | 1,3 | 0,2 | 6,4  |
| 1985-1986 | Atlanta Hawks     | 19  | 13  | 19,3 | 39,9 | 36,4 | 85,4 | 2,4 | 3,5 | 1,5 | 0,1 | 8,4  |
| 1985-1986 | San Antonio Spurs | 23  | 8   | 17,3 | 38,2 | 33,3 | 96,9 | 1,6 | 4,8 | 1,2 | 0,1 | 7,1  |
| 1985-1986 | N.J. Nets         | 5   | 0   | 12,6 | 31,3 | 0,0  | 85,7 | 0,8 | 1,8 | 1,0 | 0,0 | 6,4  |
| 1986-1987 | N.J. Nets         | 32  | 14  | 25,0 | 45,2 | 25,0 | 81,7 | 2,3 | 5,8 | 1,2 | 0,3 | 9,9  |
| Carriera  | Carriera          | 655 | 322 | 28,2 | 45,1 | -    | 80,2 | 3,6 | 5,8 | 1,8 | 0,3 | 15,5 |

#### Play-off
| Anno     | Squadra        | PG | PT | MP   | TC%  | 3P%  | TL%  | RP  | AP  | PRP | SP  | PP   |
| -------- | -------------- | -- | -- | ---- | ---- | ---- | ---- | --- | --- | --- | --- | ---- |
| 1978     | N.Y. Knicks    | 6  | -  | 23,3 | 52,6 | -    | 88,5 | 2,5 | 5,2 | 1,0 | 0,0 | 17,5 |
| 1981     | N.Y. Knicks    | 2  | -  | 42,0 | 43,9 | 33,3 | 54,5 | 4,0 | 4,5 | 2,0 | 0,0 | 21,5 |
| 1982     | N.J. Nets      | 2  | -  | 38,5 | 29,8 | 40,0 | 80,0 | 6,0 | 7,0 | 2,0 | 0,0 | 17,0 |
| 1984     | N.Y. Knicks    | 11 | -  | 28,2 | 35,4 | 16,7 | 74,4 | 3,5 | 8,0 | 1,5 | 0,1 | 11,2 |
| 1985     | Boston Celtics | 19 | 0  | 14,6 | 40,5 | 13,3 | 96,0 | 1,9 | 3,2 | 0,6 | 0,1 | 6,3  |
| Carriera | Carriera       | 40 | 0  | 22,2 | 40,3 | -    | 81,1 | 2,8 | 5,1 | 1,1 | 0,1 | 10,6 |